# Park Sun-yong
Đây là một tên người Triều Tiên, họ là Park.
Park Sun-yong (tiếng Hàn: 박선용; sinh ngày 12 tháng 3 năm 1989) là một cầu thủ bóng đá Hàn Quốc thi đấu ở vị trí tiền vệ cho Asan Mugunghwa ở K League 2. Em trai của anh Park Sun-ju cũng là một cầu thủ bóng đá.